# Le Progrès de la Somme
Le Progrès de la Somme fut un journal quotidien régional français, diffusé dans la Somme, de 1869 à 1944. 

## Historique
Fondé par René Goblet, Frédéric Petit et Jules Lardière, à la fin du Second Empire, c'était un journal républicain, marqué à gauche et d'obédience radicale-socialiste, alors que son concurrent, Le Journal d'Amiens, était un journal conservateur et catholique.
Le premier numéro sortit des presses le 16 mai 1869. Le Progrès de la Somme fut durant toute la IIIe République, le principal organe de presse du département de la Somme. Son influence sur l'opinion fut grande, c'était une véritable institution. Pendant l'entre-deux-guerres, un ancien ouvrier typographe du journal, Lucien Lecointe, devint député-maire d'Amiens. 
Ayant continué de paraître durant l'occupation, suspecté de collaboration avec l'ennemi, Le Progrès de la Somme fut interdit de parution à la Libération. Il fut remplacé par La Picardie nouvelle qui utilisa son imprimerie. Le Journal d'Amiens, quant à lui fut rebaptisé L'Écho de la Somme,
En octobre 1944, les deux principaux représentants de la presse écrite dans le département fusionnèrent pour donner naissance au Courrier picard.

## Publications spéciales
- Le Progrès de la Somme édita vers 1937 un « Journal Magazine » richement illustré de photos noir et blanc (hélas pas toujours imprimées avec la netteté suffisante) faisant le point sur les particularités touristiques locales. Pierre Dubois rédigea les textes de ce « Panorama du Pays Picard au milieu du XXe siècle », qui fut diffusé à une date non identifiée (entre 1937 et 1939), au prix de 3,50 Francs (format 43,5 cm x 59 cm), et regroupant 48 pages (divisée en 3 parties appelées cahiers).